# Coquillettidia adamowiczi
Coquillettidia adamowiczi – wymarły gatunek muchówki z rodziny komarowatych i rodzaju Coquillettidia opisany na podstawie okazu zachowanego w bałtyckim bursztynie z epoki eocenu i nazwany na cześć prezydenta Gdańska Pawła Adamowicza.
Gatunek ten opisany został w 2019 roku przez Ryszarda Szadziewskiego, Elżbietę Sontag i Jacka Szwedo na podstawie pojedynczego okazu samca zachowanego jako inkluzja w bursztynie bałtyckim, pochodzącym z epoki eocenu. Holotyp oznaczony MAI #5966 zdeponowano w Muzeum Inkluzji w Bursztynie Uniwersytetu Gdańskiego. Epitet gatunkowy nadano na cześć zamordowanego prezydenta Gdańska Pawła Adamowicza, w uznaniu jego zasług w promowaniu bursztynu bałtyckiego na świecie.
Jedyny znany samiec miał 6,4 mm długości ciała, z czego 2 mm przypadały na kłujkę, a 3,7 mm na tułów i odwłok. Głowa zaopatrzona była w stykające się ze sobą oczy złożone. Czułki miały biczyk o długości 1,68 mm, zbudowany z 13 członów. Pięcioczłonowe głaszczki szczękowe miały 2,3 mm długości; ostatni ich człon był wysmuklony, przedostatni zaś przysadzisty. Tułów miał trójpłatową tarczkę, a jego chetotaksja odznaczała się brakiem szczecinek zarówno przedprzetchlinkowych jak i zaprzetchlinkowych na anepisternach śródtułowia. Skrzydła miały 2,62 mm długości, a ich żyłki porośnięte były szerokimi łuskami, szczególnie dobrze zaznaczonymi w przypadku żyłek radialnych. Użyłkowanie cechowało się trzecią gałęzią żyłki radialnej (R3) dwukrotnie dłuższą niż wspólny pień tejże gałęzi i gałęzi drugiej  (R2+3). Przednia para odnóży miała na spodzie nasadowej części piątego członu stopy silny wyrostek w kształcie rogu. W przypadku dwóch początkowych par odnóży stopy wieńczyły pazurki nierównej długości; zewnętrzny był większy i zaopatrzony w ząbek pośrodkowy, zaś wewnętrzny był mniejszy i miał tylko niewyraźną szczecinkę u nasady. Tylna para odnóży miała czwarty człon stopy 1,2 raza dłuższy od piątego; ten zaś zwieńczony pazurkami równych długości. Odwłok miał ósmy z tergitów wyposażony w grupkę płaskich szczecinek. Nasadowy płat niezmodyfikowanego gonokoksytu zaopatrzony był w silnie zbudowany, stępiony, być może podwójny kolec o ciemnej pigmentacji. Gonostyl miał w połowie długości grzbietowej strony duże, tępe i gładkie rozszerzenie, natomiast jego wierzchołek był szeroki i zaopatrzony w wyraźny ząbek.
W tym samym kawałku bursztynu co holotyp C. adamowiczi znajdują się także inkluzje dwóch osobników ochotkowatych, skoczogonka, roztocza i bliżej nieokreślonego stawonoga. Współcześni przedstawiciele rodzaju Coquillettidia są wektorami zarodźców wywołujących ptasią malarię i możliwe, że podobnie było w przypadku C. adamowiczi.